# Speyeria monticola
Speyeria monticola är en fjärilsart som beskrevs av Hans Hermann Behr 1863. Speyeria monticola ingår i släktet Speyeria och familjen praktfjärilar. Inga underarter finns listade i Catalogue of Life.